# Бамус
Бамус — вулкан, расположен на острове о. Новая Британия, входящий в состав Провинция Западная Новая Британия, в Папуа — Новая Гвинея.
Бамус — стратовулкан, высотой 2248 метров. Находится юго-западнее вулкана Улавун, в 16 километрах от залива Штетин. В местном фольклоре, Бамус называют старшим сыном отца Улавуна. Кратер вулкана около 800 метров в диаметре, образованный на куполе и более ранних кратерах, состоящих из базальтов. Верхний вулканический слой сложен преимущественно андезитами. У южного подножия вулкана находятся 2 побочных конуса, кратеры которых достигают 1,5 километраого диаметра. В верховьях вулкана располагаются месторождения серы и активны фумаролы. Из трещин вулкана выходят пары, которые видны со стороны океана.
В июле 2006 года произошло извержение вулкана. До этого он считался спящим и более 120 лет не извергался. Склоны вулкана до высоты 2000 метров покрыты густым папоротником и тропическим лесом. Всего в эпоху голоцена вулкан извергался около 5 раз.